# Bernardo Añor (calciatore 1988)
Bernardo Añor Acosta (Caracas, 24 maggio 1988) è un ex calciatore venezuelano, di ruolo centrocampista.